# 15020 Брендонімбер
15020 Брендонімбер (15020 Brandonimber) — астероїд головного поясу, відкритий 26 вересня 1998 року.
Тіссеранів параметр щодо Юпітера — 3,503.